# Edward Simon
Edward Simon (* 27. července 1969 Punta Cardón) je venezuelský jazzový klavírista. Když mu bylo patnáct let, odjel studovat hru na klavír do Filadelfie. Roku 1989 se přestěhoval do New Yorku, kde studoval na Manhattan School of Music. V letech 1989 až 1994 byl členem skupiny saxofonisty Bobbyho Watsona a následně až do roku 2002 hrál s Terencem Blanchardem. Během své kariéry rovněž vydal několik alb jako leader a spolupracoval s mnoha dalšími hudebníky, mezi které patří Brian Blade, Eric Harland nebo John Patitucci. Jeho bratři Marlon Simon a Michael Simon jsou rovněž hudebníci.